# 威廉·D·波特號驅逐艦 (DD-579)
27°09′N 127°25′E / 27.15°N 127.41°E
威廉·D·波特号驱逐舰（USS William D. Porter DD-579）是二战期间美國海軍的一艘弗莱彻级驱逐舰，以南北战争时美國海軍准将威廉·D·波特（1808–1864）命名，爱称“Willie Dee”，先后活跃于大西洋战场和太平洋战场，参与过阿留申群島戰役、菲律宾战役和沖繩島戰役等攻势。在两年的战斗生涯中，波特号大小事故不断，其中最出名的当属她曾向富兰克林·罗斯福总统搭乘的衣阿华号战列舰误射鱼雷的尴尬意外。1945年6月10日，威廉·D·波特号在冲绳海域执行警戒任务时遭遇神风特攻队攻击，虽然没有直接撞上，却仍因炸弹爆炸而最终沉没。接连的意外和离奇的击沉方式让她有了个“美国海军最倒霉驱逐舰”的名号。

## 设计建造

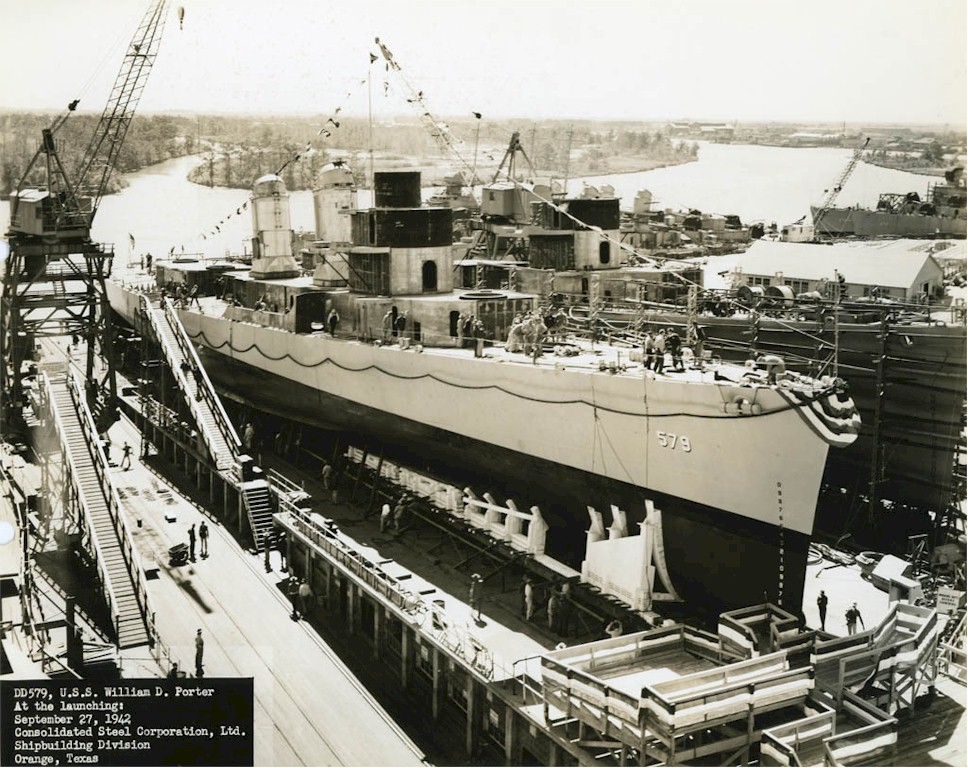
准备下水仪式的威廉·D·波特号，摄于1942年9月27日。

1941年，为了应对納粹德國海軍和大日本帝國海軍与日俱增的威胁，美國海軍于同年的财政预算中规划了152艘驱逐舰的建造计划，威廉·D·波特号为其中一艘，由玛丽·伊丽莎白·里德女士赞助，联合钢铁公司负责建造。
威廉·D·波特号属于弗莱彻级驱逐舰早期型，主武装为5门单装127（5.0英寸）38倍径高平两用砲，装于5座Mk 30砲塔中；防空火力包括3座双联装波佛斯40公釐高射砲和5座双联装厄利孔20毫米机砲；舰舯有两座五联装21英寸（530）鱼雷发射管，舰尾设有6座深水炸弹发射器和2条深水炸弹投轨。舰体保留了辛姆斯级驱逐舰的筒形舰桥，较高的火控雷達，和后期型相比，防空砲的数量也较少。全船于1942年5月7日铺设龙骨，9月27日下水，1943年7月6日正式服役，艦長为威尔弗雷德·A·瓦尔特海軍少校。

## 大西洋战场
威廉·D·波特号在正式服役后便启程南下，途径加爾維斯敦和阿尔及尔，于1943年7月20日抵达目的地关塔那摩湾，开始为期一个月的适航性测试。9月7日，她到达查尔斯顿港口，简单维护后前往诺福克海军基地，与包括無畏號航空母艦在内的大西洋舰队进行五周的训练演习。

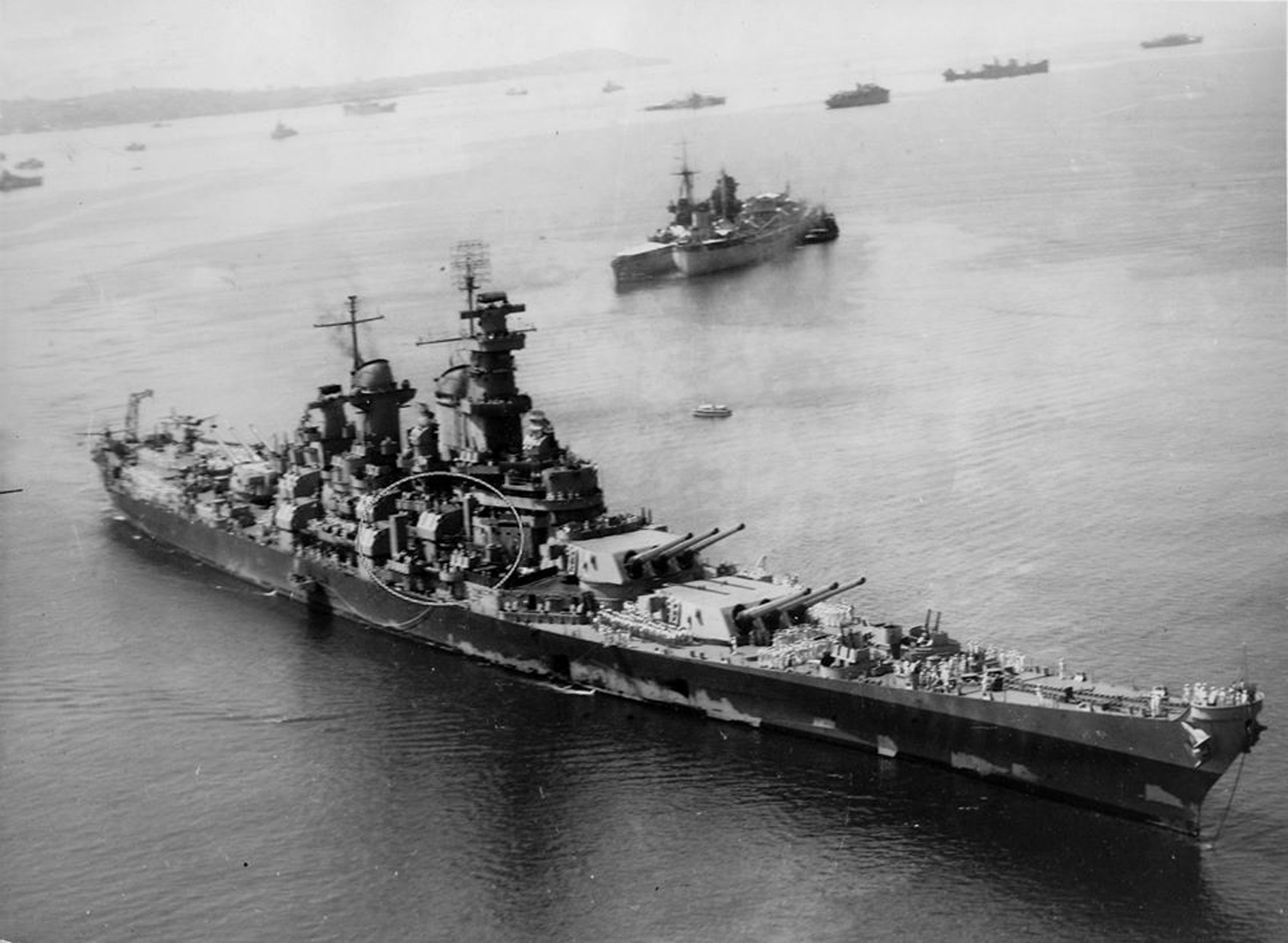
平安抵达北非米尔斯克比尔港的衣阿华号战列舰，1943年1月。

1943年11月12日，威廉·D·波特号离开诺福克，与衣阿华号战列舰汇合，护送搭乘衣阿华号的富兰克林·D·罗斯福总统前往北非出席開羅會議和德黑兰会议。据称她在起锚出港时，船锚曾甩到了停泊在两侧的姐妹舰上，撞坏了栏杆和救生艇架。11月13日上午，波特号在航行中3号锅炉发生管道爆裂，航速下降，一度掉队。同日，颠簸的海况让船尾的一枚深水炸弹意外落入海中，在舰队中央爆炸。由于無線電靜默，波特号未能传达爆炸的真正原因，结果包括衣阿华号在内的舰队立刻开始规避运动，以为遭到了德軍U艇的魚雷攻击。事件中未有人员伤亡。
11月14日，在罗斯福总统的提议下，舰队实施了一次防空反潜联合演习。衣阿华号放出了一些气象观测气球作为标靶，她自己的高射砲收拾了其中的大多数，其余的被周围包括威廉·D·波特号在内的护航舰只击落。紧接着，驱逐舰队以衣阿华号为假想敌，进行模拟魚雷射击演习。按照流程，在演习前需移除鱼雷发射管上发射鱼雷的底火，这样就可以安全模拟鱼雷发射的全过程。但波特号的鱼雷长劳顿·道森一时疏忽，忘记移除2号发射管上的底火。结果，14时36分，在第三轮模拟射击中，波特号的2号鱼雷发射管发射了一枚Mk 15型魚雷实弹，直奔6,000碼（5,500）外罗斯福总统所在的衣阿华号战列舰而去。
威廉·D·波特号舰长瓦尔特少校见状立刻试图联络衣阿华号规避，但苦于無線電靜默，不得不采用信号灯发报。然而，两次发报均有误，第一次发出的消息弄反了鱼雷的方位和方向，第二次消息则发成了“本舰正全速倒车”。情急之下，瓦尔特少校于14时38分被迫打破无线电静默，呼叫“狮子”（衣阿华号的代号）右转。衣阿华号确认后立刻全速右满舵规避鱼雷。罗斯福总统得知有鱼雷逼近，吩咐随从将轮椅推到舰桥右舷，以掌握事态发展。保卫总统的特勤局特工拔出手枪，准备规避不及就射击引爆鱼雷。14时40分，鱼雷劃过衣阿华号船尾，于3,000碼（2,700）外的尾波中爆炸，衣阿华号平安无事。据传在这之后，衣阿华号曾将她的主砲对准波特号，怀疑这艘小船上有人密谋刺杀总统。事件发生不久，波特号被命令在科格斯韦尔号和扬号驱逐舰的陪同下前往百慕大接受调查。
一到百慕大，威廉·D·波特号立刻被全副武装的海军陆战队包围。美国军事法庭不公开审理了这一案件，鱼雷长劳顿·道森被判有罪，处以14年劳役，但在罗斯福总统的亲自介入下没有执行。瓦尔特舰长未受处分，继续指挥本舰直到1944年5月30日调任其他舰只，最终以少将军衔退休。误射事故发生后，美国海军其他船再碰见波特号，都会开玩笑地打招呼：“别开枪，我们都是共和黨人！”。巧合的是，1898年，美國海軍也有一艘叫波特号的鱼雷艇在夜间演习时曾误射鱼雷，差点击中纽约号装甲巡洋舰。
波特号在百慕大逗留了8天，于1943年11月23日启程返回诺福克海军基地，受命再部署至太平洋战区。12月12日，她通过巴拿马运河，前往聖地牙哥接收御寒的装备给养，准备参加阿留申群島戰役。

## 北太平洋和菲律宾战场

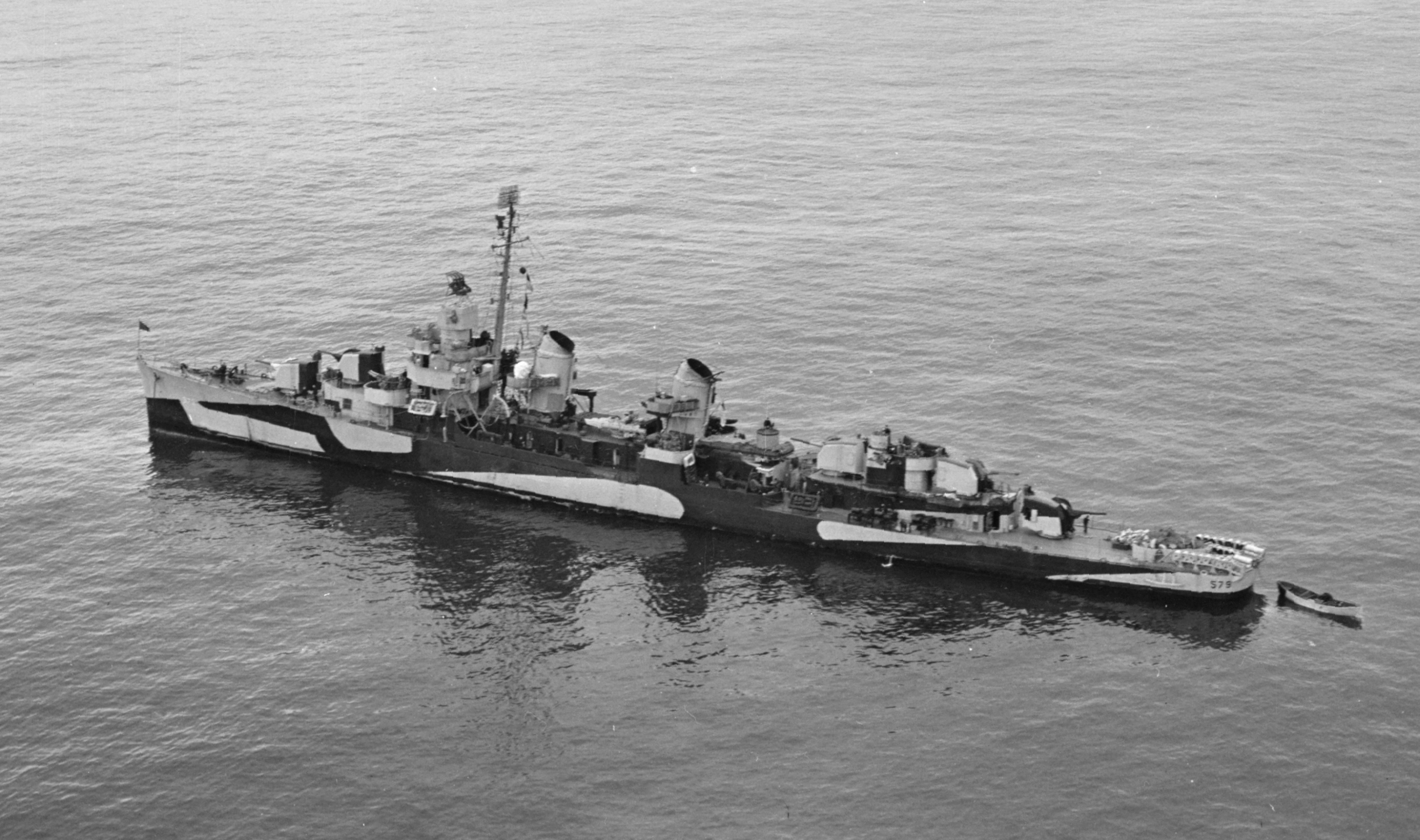
停泊于阿图岛旭湾的威廉·D·波特号，1944年6月9日。

威廉·D·波特号于1943年12月29日抵达阿留申群島的荷蘭港，加入第94特遣舰队（英語：Task Force 94），往返于阿留申各群岛间，主要执行反潜巡逻任务。1944年5月，查尔斯·凯斯中校接替瓦尔特少校担任舰长。
1944年6月10日，威廉·D·波特号离开阿图岛，参与佯攻千島群島的“婚姻行动”（英語：Operation Wedlock），目的在于迷惑日军盟军真正的进攻方向，为登陆菲律宾提供掩护。6月13日、6月24日和8月1日，她随第94特遣舰队出击三次，分别砲击了松轮岛和幌筵岛上的日军机场。其间，波特号作为外围哨戒舰协助击沉鱼雷快艇一艘、击落一式陸攻一架。在完成所有巡逻任务后，波特号准备返回旧金山维修并前往西南太平洋戰區。出发前的一天，波特号的一门主砲意外击发，砲弹刚好落在基地指挥官宅邸前的花园上。所幸当时无人在家，没有造成伤亡。波特号于1944年9月27日再次启航，途径珍珠港前往马努斯岛。1944年11月初，她作为护航舰前往菲律宾，准备参与登陆莱特湾的行动。
当威廉·D·波特号抵达菲律宾时，莱特湾海战大局已定，但日军仍不时出动飞机袭扰。为确保补给线的畅通，美军驱逐舰队的主要任务转为为运输船护航。1944年12月21日，波特号在护航船队由莱特岛前往民都洛途中遭遇两波四架俯冲轰炸机袭击，短暂交火中击落一架、协助击落一架。护航告一段落后，波特号返回圣佩德罗湾基地，编入奥登多夫中将指挥的第77特遣舰队砲火支援群（英語：TG 77.2），向吕宋岛进攻。1945年1月5日，第77特遣舰队在吕宋海域遭遇包括神风特攻队在内的日军战机多轮空袭。在盟军战斗空中巡逻的围剿下，仍有少数日机于16时50分突破空中防线。波特号于17时13分开始向入侵敌机中的3架开火，但由于天色昏暗，效果不佳。战斗中，TG 77.2的路易维尔号轻巡洋舰和护航航母群（英語：TG 77.4）的马尼拉湾号护航航母被撞成重伤。
1月6日凌晨，TG 77.2进入林加延湾，执行登陆前的砲火轰炸任务，一边不断受到日军战机的零星攻击。威廉·D·波特号在黄昏时分开始砲击林加延湾的滩头砲兵阵地，其间于17时38分和17时58分各击落一式陸攻一架。1月9日，林加延湾登陆正式打响，波特号的任务改为为前线步兵提供砲火支援，并在夜间持续对日军施压。期间为提防聯合艦隊可能的反攻，她和TG 77.2曾于1月11日-18日暂时撤出集合，证明是一场虚惊后返回继续执行砲火支援、防空和反潜任务。2月15日，呂宋島戰役结束，波特号离开林加延湾，护送两艘船坞登陆舰林登沃尔德号和艾坪森林号前往關島。

## 战沉冲绳岛

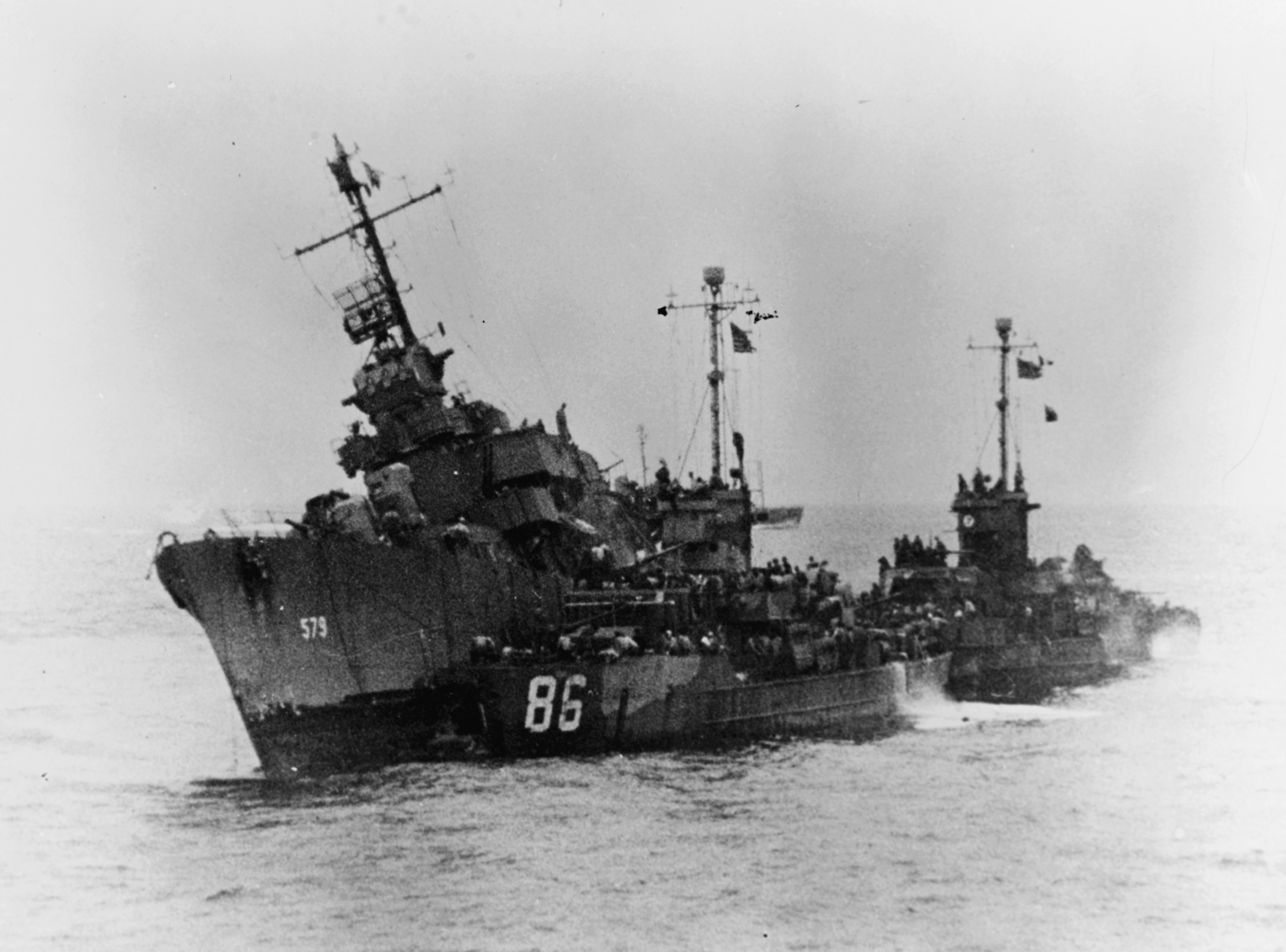
严重倾斜即将沉没的威廉·D·波特号，两艘登陆支援艇LCS(L)(3)-86（前）和LCS(L)(3)-122（后）赶来救援。

完成护航任务后，威廉·D·波特号返回萊特灣母港，备战即将开始的“冰山行动”（冲绳岛战役）。经过一周的射击训练，她于3月21日起锚离开菲律宾群岛，4天后的清晨到达琉球群岛。波特号在琉球的第一个任务是配合进攻沖繩本島外围的慶良間群島，一边进行防空反潜巡逻，一边为登陆部队随时提供砲火支援。攻占外围后，波特号于4月1日编入莫顿·德约海军少将的第54特遣舰队左翼支援群（英語：TG 54.7），直接进攻冲绳岛，除了日常巡逻外，还承担掩护掃雷艦和战列舰等额外任务。任务中共发射主砲砲弹8,500余发，击落敌机5架。
随着战役的推进，来自九州和臺灣基地的神风特攻队出动日益频繁，对美军特遣舰队构成了严重威胁。为此，美军构建了一套新的预警体系：以航母舰队为中心，在航母外围55-65海里筑起一圈共15个哨戒点，每个哨戒点由2-4艘驱逐舰和若干辅助舰艇组成。哨戒驱逐舰既可用舰载防空雷达发现神风机提醒舰队警戒，也可用自己吸引神风机的攻击。此战术对保护航母起到了一定作用，但哨戒舰自身的风险之大可想而知。5月上旬，威廉·D·波特号奉命前往第15哨戒点担任雷达警戒舰，5月5日至6月9日其间，她成功预警数次敌机空袭，击落敌机一架，并引导己方战斗机击落敌机7架，但在交战中曾不慎误击旁边的姐妹舰鲁斯号驱逐舰，所幸并无伤亡。
1945年6月10日，威廉·D·波特号照常在第15A哨戒点巡逻，同行的有驱逐舰奥立克号、科格斯韦尔号、四艘登陆支援艇和两个战斗空中巡逻小队。清晨6时39分，第314战斗机中隊发现了一架身份不明的飞机（实为日军九九式艦上轟炸機）。由于当时冲绳海域很多己方战机没有敵友識別系統，美军舰艇花了相当一段时间才确定不明飞行物为敌机。8时15分，在波特号后方1,000碼（910）处的奥立克号报告称敌机位于7,000碼（6,400）外，方位角100。波特号的观察哨同时也目视发现了这架5,000碼（4,600）外的敌机，正钻出云层朝波特号俯冲而来，全舰立刻进入战斗状态。8时23分，奥立克号和波特号用主砲迎战，314中队的两架F4U海盜式戰鬥機也一路追击。但这架九九式突破了层层防空网，最终坠落于波特号左舷附近的海面。正当船员以为躲过一劫时，坠海的飞机挂载的炸弹发生爆炸，而爆炸中心刚好位于船底正下方。伴随着脚下传来的一声闷响，2,700吨的驱逐舰顿时被抛到空中，再重重砸回海面，右舷船底被撕开一个缺口，海水迅速涌入，同时发生多处火灾。由于电路和蒸汽管道被震断，全舰动力丧失，进水无法控制。两侧的登陆支援艇赶来试图帮助排水并疏散伤员。凯斯舰长使出浑身解数，组织围堵缺口、扑灭火灾、为保持浮力甚至抛弃了船尾的深水炸弹（其中一个差点炸到前来救援的登陆支援艇），最终也没能挽回这艘驱逐舰。11时01分，舰长下令弃舰。12分钟后，威廉·D·波特号向右倾覆，舰艏朝上沉入海中。她是日军菊水九号特攻唯一的牺牲者，但奇迹的是，无人在这次攻击中死亡。LCS(L)(3)-122登陆支援艇艇长理查德·麦库尔海軍上尉因在救援波特号中的英勇表现获授荣誉勋章。
威廉·D·波特号于1945年7月11日从海军名单中除籍，在二战生涯中共获得4枚戰鬥之星。美国海军尚无军舰继承威廉·D·波特这一舰名。

### 引用
1. 1 2  Farquhar 2015，第348頁.
2. ↑  Brown 1990，第153頁.
3. ↑  Knox 1941，第29頁.
4. 1 2  McComb & Wright 2010，第20頁.
5. ↑  Willshaw 2015.
6. 1 2 3 4 5 6 7 8 9 10 11 12 13 14 15 16  Naval History and Heritage Command 2016.
7. ↑  . 1943-11-13  [2017-05-19]. （原始内容存档于2021-02-17） （英语）.
8. 1 2 3 4 5 6 7 8 9 10  Bonner 1994.
9. ↑  . 1943-11-14. （原始内容存档于2021-02-17） （英语）.
10. 1 2  . 1943-11-14. （原始内容存档于2021-02-17） （英语）.
11. ↑  . 1943-11-16  [2017-05-21]. （原始内容存档于2021-02-17） （英语）.
12. ↑  . 1943-12-04. （原始内容存档于2021-02-17） （英语）.
13. 1 2  . 1944-05-30. （原始内容存档于2021-02-17） （英语）.
14. ↑  .   [2017-05-19]. （原始内容存档于2016-06-12）.
15. ↑  Torpedo Boat SS PORTER 2015.
16. ↑  .   [2017-05-19]. （原始内容存档于2017-09-24）.
17. ↑  .   [2017-05-19]. （原始内容存档于2021-02-17）.
18. ↑  Office of the Chief of Naval Operations 1945，第81-5頁.
19. 1 2 3  Rielly 2008，第304頁.
20. 1 2 3 4 5 6  USS William D. Porter (DD-579) Action Report 1945，第2-3頁.
21. ↑  USS LCS(L) (3) 86 Action Report 1945，第2頁.
22. 1 2  Rielly 2008，第305頁.
23. ↑  . U.S. Army Center of Military History. 2009-06-08  [2017-05-19]. （原始内容存档于2019-10-01）.

### 文献
- Bonner, Kit. . The Retired Officer Magazine. 1994, (3)  [2017-05-19]. （原始内容存档于2008-06-12） （英语）.
- Brown, David. . London, UK: Arms & Armour. 1990: 153. ISBN 9780853688020 （英语）.
- Farquhar, Michael. . National Geographic Books. 2015: 496. ISBN 9781426212802 （英语）.
- Knox, Frank. . U.S. Navy. 1941  [2017-05-19]. （原始内容存档于2022-03-11） （英语）.
- McComb, Dave; Wright, Paul. . Oxford, UK: Osprey Publishing. 2010: 48. ISBN 978-1846034442 （英语）.
- Naval History and Heritage Command. . U.S. Navy. 2016-04-04  [2017-05-15]. （原始内容存档于2021-02-17） （英语）.
- Office of the Chief of Naval Operations. . D773.U57 no.24. United States Fleet, Headquarters of The Commander in Chief. 1945: 76 （英语）.
- Rielly, Robert. . Havertown, Philadelphia: Casemate. 2008: 448. ISBN 9781935149910 （英语）.
- . Serial 04. 1945-06-10: 3 （英语）.
- . Serial 00236. 1945-06-18: 3 （英语）.
- Willshaw, Fred. . NavSource Naval History.   [2015-05-15]. （原始内容存档于2021-01-25） （英语）.
- Willshaw, Fred. . NavSource Naval History.   [2015-05-15]. （原始内容存档于2021-02-17） （英语）.